# ادیسون مندز
ادیسون مندز (اسپانیایی: Édison Méndez‎؛ زاده ۱۶ مارس ۱۹۷۹) یک بازیکن فوتبال اهل اکوادور است.
وی همچنین در تیم ملی فوتبال اکوادور بازی کرده‌است.